# مسجد سیدابراهیم
مسجد سیدابراهیم مربوط به دوره قاجار است و در سنندج، کوچه چهارلان، خیابان امام خمینی، پشت مسجد مولانا واقع شده و این اثر در تاریخ ۱۱ مرداد ۱۳۸۴ با شمارهٔ ثبت ۱۲۶۷۴ به‌عنوان یکی از آثار ملی ایران به ثبت رسیده است.